# Mihăileni, Sibiu
Mihăileni là một xã thuộc hạt Sibiu, România. Dân số thời điểm năm 2002 là 1072 người.